# Sharaf DG
Sharaf DG (in arabo شرف دي جي) è una stazione della metropolitana di Dubai della linea verde.

## Storia
Venne inaugurata il 9 settembre 2011 con il nome Al Fahidi e aperta al pubblico il giorno successivo..
Il 24 novembre 2020 ha assunto la denominazione attuale.